# 2A busz (Hajdúszoboszló)
A hajdúszoboszlói 2A jelzésű autóbusz Autóbusz-állomás – Hétvezér telep – Autóbusz-állomás útvonalon közlekedik a 2-es busz betétjárataként. A járatot a Volánbusz üzemelteti.

## Története
Az új vonalat 2017. szeptember 1-jén indította el az Észak-magyarországi Közlekedési Központ.

## Útvonala
| Autóbusz-állomás – Hétvezér telep – Autóbusz-állomás |
| --- |
| Autóbusz-állomás – Sport utca – Fürdő utca – Debreceni út – Szilfákalja – Hősök tere – Rákóczi utca – Tokay utca – Hathy János utca – Rácz Farkas utca – Galgóc sor – Szováti út – Rákóczi utca – Hőforrás utca – Kossuth utca – Keleti utca – Rákóczi utca – Hőgyes utca – Bocskai utca – Hősök tere – Szilfákalja – Debreceni út – Fürdő utca – Sport utca – Autóbusz-állomás |

## Megállóhelyei
| 0  | 0  | Autóbusz-állomás végállomás     |                                                                                         | Autóbusz-állomás, Hungarospa Hajdúszoboszló |
| 2  | 2  | Szabadság Szálló                | 1, 1A, 3 4446, 4473, 4475, 4476, 4477                                                   | Szabadság Szálló                            |
| 5  | 5  | Forrás Áruház                   | 1, 1A, 3 4446, 4473, 4475, 4476, 4477, 4542 1443, 1444                                  | Forrás Áruház                               |
| 7  | 7  | Óvoda                           | 1, 1A                                                                                   |                                             |
| 8  | 8  | Rákóczi utca (Gimnázium)        | 1 4446, 4473, 4542                                                                      | Hőgyes Endre Gimnázium                      |
| ∫  | 9  | Rákóczi utca (Szováti elágazás) | 1, 1A 4542                                                                              |                                             |
| ∫  | 13 | Kossuth utca 110.               | 1A                                                                                      | Pávai Vajna Ferenc Általános Iskola         |
| ∫  | 14 | Hőforrás utca 135.              | 1A, 2                                                                                   | Spar áruház                                 |
| ∫  | 16 | Rákóczi utca (Szováti elágazás) | 1, 1A 4542                                                                              |                                             |
| 10 | 18 | Tokay utca 67.                  |                                                                                         |                                             |
| 12 | 20 | Rácz Farkas utca 54.            |                                                                                         |                                             |
| 13 | 21 | Rácz Farkas utca 2.             |                                                                                         |                                             |
| 15 | ∫  | Rákóczi utca (Szováti elágazás) | 1, 1A 4542                                                                              |                                             |
| 17 | ∫  | Kossuth utca 110.               | 1A                                                                                      | Pávai Vajna Ferenc Általános Iskola         |
| 18 | ∫  | Hőforrás utca 135.              | 1A, 2                                                                                   | Spar áruház                                 |
| 21 | 23 | Rákóczi utca (Szováti elágazás) | 1, 1A 4542                                                                              |                                             |
| 22 | 24 | Rákóczi utca (Gimnázium)        | 1 4446, 4473, 4542                                                                      | Hőgyes Endre Gimnázium                      |
| 24 | 25 | Bocskai utca                    | 1, 1A 4446, 4473, 4542                                                                  | városháza                                   |
| 25 | 26 | Egészségház                     | 1, 1A, 3 4446, 4473, 4475, 4476, 4477, 4542 1443, 1444                                  | Forrás Áruház                               |
| 28 | 28 | Szabadság Szálló                | 1, 1A, 3 4446, 4473, 4475, 4476, 4477                                                   | Szabadság Szálló                            |
| 30 | 30 | Autóbusz-állomás végállomás     | 1, 1A, 2, 3 4445, 4446, 4473, 4475, 4476, 4477, 4542 1343, 1344, 1372, 1441, 1443, 1444 | Autóbusz-állomás, Hungarospa Hajdúszoboszló |

## Külső hivatkozások
- Hajdúszoboszló vonalhálózati térkép (2018.01.01-től) (PDF). Észak-magyarországi Közlekedési Központ. (Hozzáférés: 2018. szeptember 9.)